# Cluj-Mănăștur

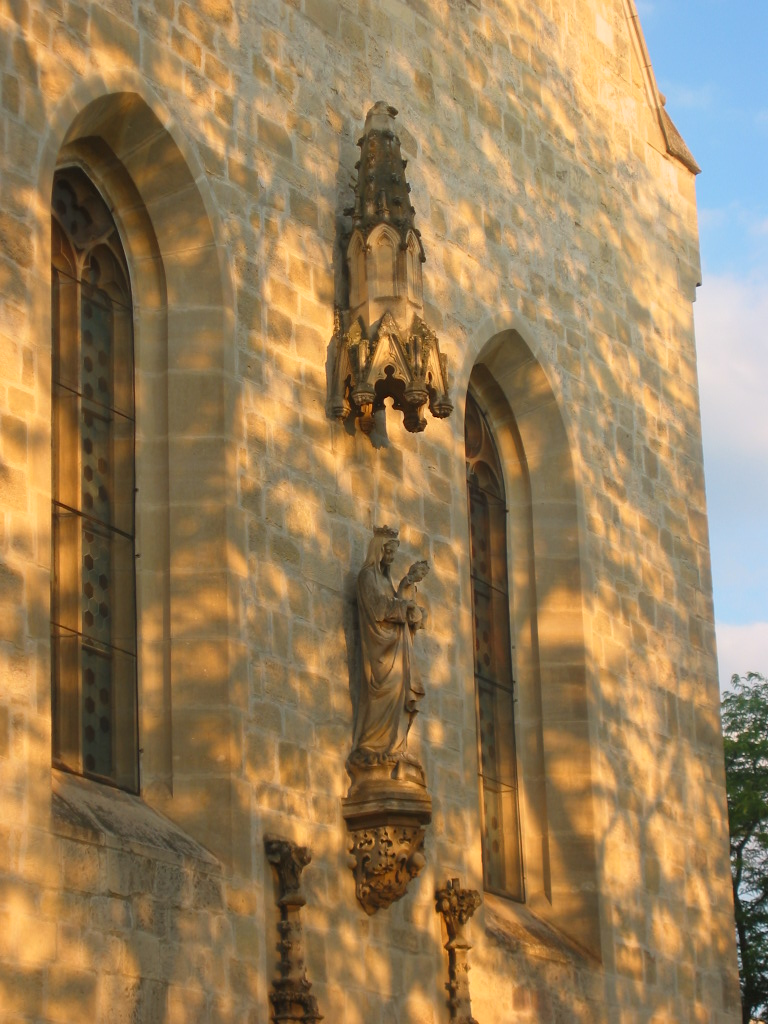
Biserica Calvaria din Mănăștur

Mănăștur, în lucrările istorice mai ales Cluj-Mănăștur, (în maghiară Kolozsmonostor, în germană Abtsdorf, în trad. „Satul Abatelui”, în dialectul săsesc Appesdorf) este din 1895 parte a municipiului Cluj. Localitatea Cluj-Mănăștur s-a format în jurul Abației Benedictine de aici, de unde-i provine și numele (atât în română, cât și în maghiară și germană). 
Începând cu anul 1965 cea mai mare parte a caselor vechiului Mănăștur au fost demolate, pentru a face loc unui mare cartier de blocuri, cel mai mare din oraș. Din anul 2008 Mănășturul deține o primărie de cartier, situată pe Str. Ion Meșter nr. 10.

## Istorie
Așezarea Mănăștur a început să se înfiripe în secolul al IX-lea, în jurul ridicăturii de pământ pe care ulterior, în secolul al XI-lea s-a ridicat mănăstirea benedictină care a funcționat aici. 
Din perioada colonizării germane a Clujului aici începe să se formeze un grup de țărani liberi care deserveau abația. Pe lângă aceștia se vor aduna aici și mulți români, care nu aveau drept de a se așeza în cetatea Clujului. La Cluj-Mănăștur a existat de asemenea o mănăstire de rit grecesc, zidită de „quondam Paulus a Macedonia", negustor în Cluj, împreună cu ginerele său, „Georgius Literátus Christophor", de asemenea negustor în Cluj, cărora episcopul Teofil Seremi le-a dat din soborul ținut în Alba Iulia la 17 iunie 1696 lor și urmașilor lor, dreptul de patronat asupra respectivei mănăstiri.
În anul 1895 satul devine parte componentă a orașului Cluj. Conform datelor ultimului recensământ separat pentru Mănăștur, din anul 1890, din totalul de 3.099 de locuitori, 1.569 s-au declarat maghiari, 1.489 români, 16 germani, 5 slovaci ș.a. La începutul secolului al XX-lea satul era unul mixt, româno-maghiar. 
La Mănăștur existau în perioada interbelică două parohii, una greco-catolică, deservită de călugării din Ordinul Sf. Vasile cel Mare, care avea drept lăcaș de cult (închiriat pe 30 de ani) Biserica Calvaria, și una romano-catolică, cu sediul pe str. Mănăștur la nr. 4, deservită de iezuiți. 
În timpul administrației maghiare din anii 1940-1944 Mănășturul s-a aflat la o distanță de 1km de frontiera cu Regatul Român, situată pe Dealul Feleacului, între Mănăștur și Feleac. Ca buni cunoscători ai locului, unii dintre mănăștureni s-au ocupat în perioada respectivă cu acțiuni de contrabandă și de trafic de persoane, în urma cărora au fost salvate viețile unor evrei.
În 1946 satul a sprijinit, alături de satele Someșeni și Florești, greva studenților din Cluj. Mănșturul a fost unul dintre principalele puncte de rezistență împotriva instaurării comunismului în zonă. În perioada de început al comunismului satul era cunoscut pentru că la intrare (aproximativ în zona din fața fabricii de bere) sătenii au menținut o pancartă pe care scria cu litere mari: „PÂNĂ AICI DEMOCRAȚIA, DE AICI MĂNĂȘTUR!” „Democrația” se referea la "democrația populară", în fapt dictatura instalată de comuniști.
În perioada 1965-1985 casele au fost demolate, iar pe teritoriul satului a fost dezvoltat actualul cartier. Blocurile construite aici au reprezentat locuințe funcționale pentru muncitorii de la Combinatul de Utilaj Greu. Pentru popularea sa au fost aduși oameni de la sate din întregul județ.

## Artere
Străzile cele mai importante sunt:
- Calea Mănăștur, care leagă centrul Clujului de cartierul Mănăștur și se continuă cu Calea Florești, spre Oradea
- Strada Almasului si Strada Primăverii (fostă "Lingurarilor", fostă "Mareșal Ion Antonescu")

## Monumente
- Biserica „Calvaria”
- Fosta mănăstire iezuită, Calea Mănăștur, nr. 9[4]
- Biserica Ortodoxă "Sfinții Petru și Pavel" , Strada Primăverii

## Galerie

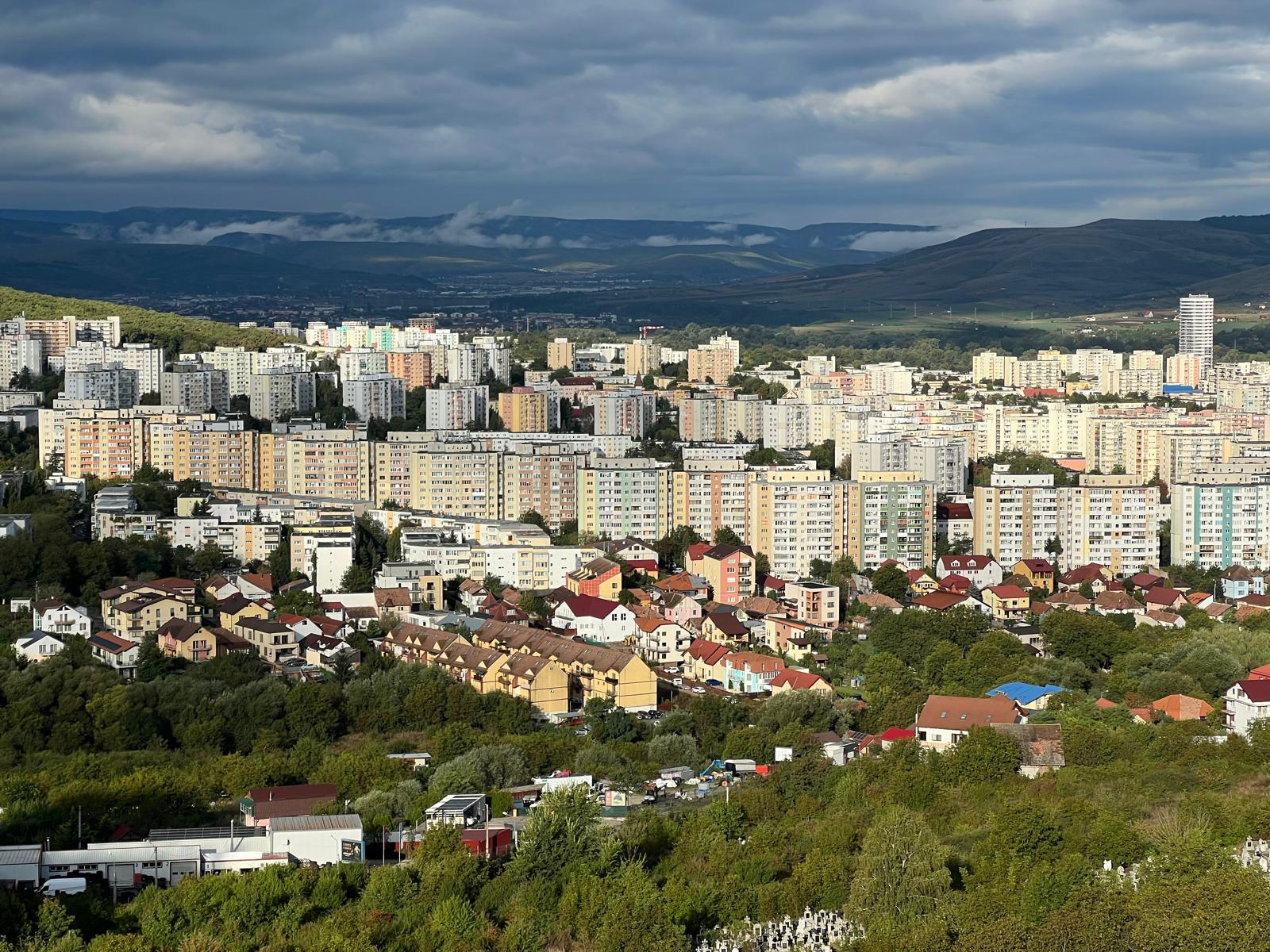
Fișier:Panorama_Manastur.jpgPanorama a cartierului Manastur, vazut din cartierul Zorilor

## Galerie de imagini

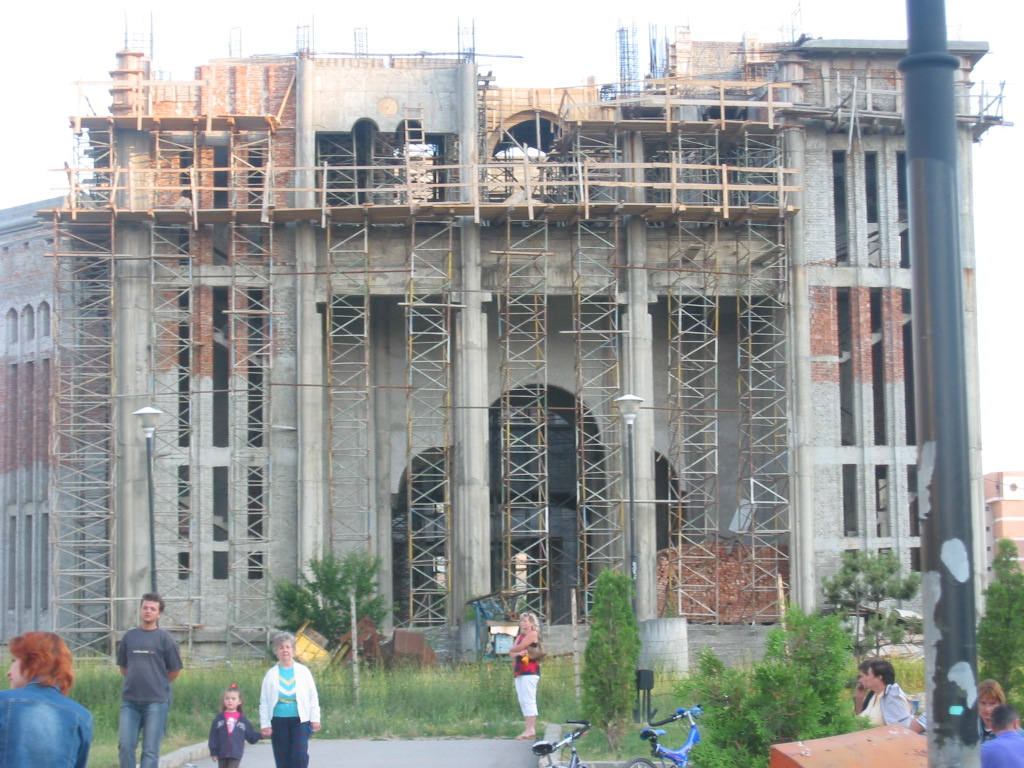
Biserica "Sfinții Petru și Pavel", în construcție din 1995
Blocuri de pe Calea Florești